# Фрагмокон

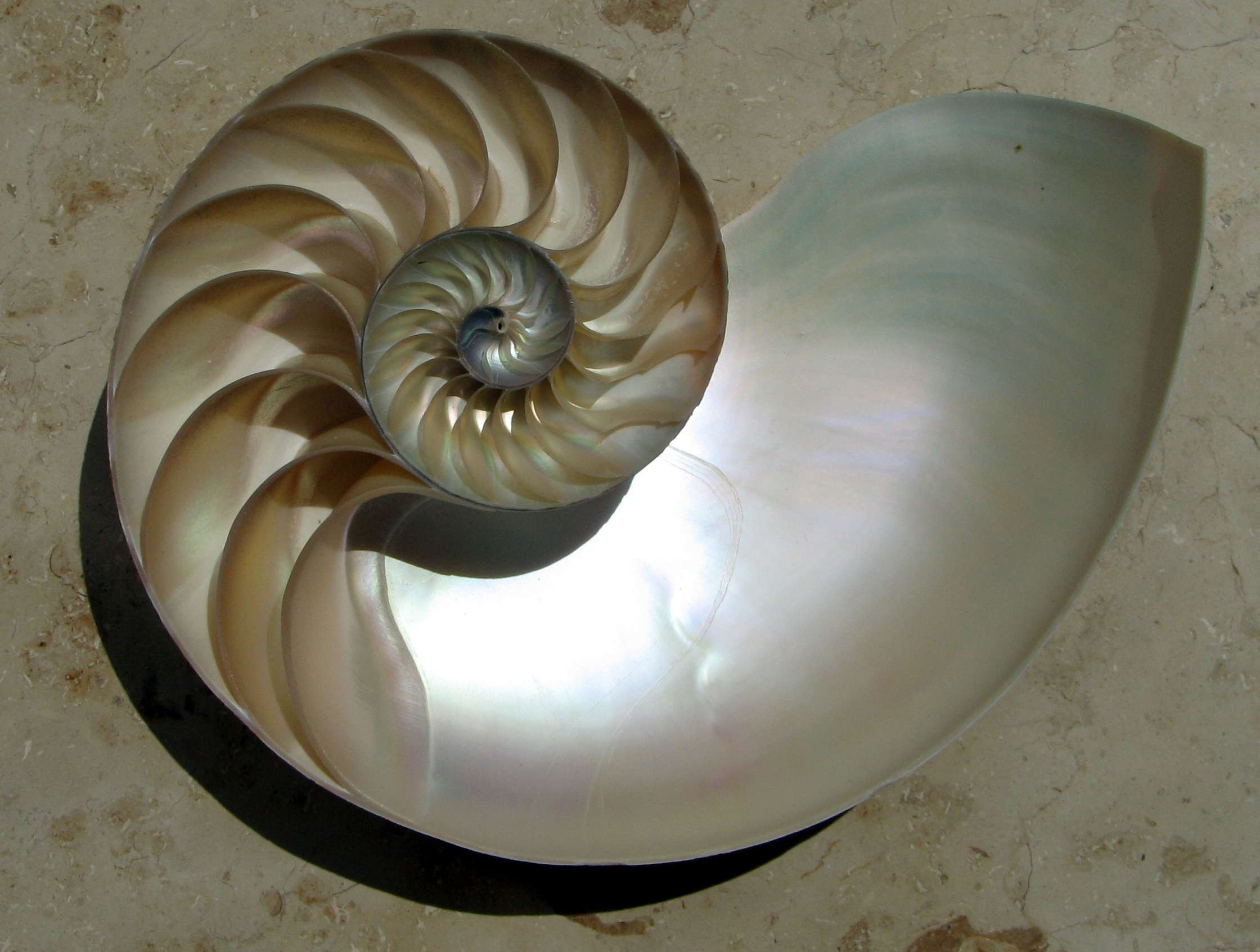
Разрез наутилуса: виден разделённый на камеры фрагмокон и жилая камера

Фрагмокон (от др.-греч. φραγμα — ограда; κώνος — конус) — у головоногих: прямой, загнутый или спирально свёрнутый конус, который служит моллюску гидростатическим аппаратом. Делится перегородками (септами) на ряд камер. Фрагмокон позволяет моллюску посредством газообмена регулировать плавучесть; минусом этого приспособления является его значительный вес.
Фрагмоконы известны, в первую очередь, по окаменелостям, таким как аммониты, белемниты и наутилоидеи. У белемнитов фрагмокон представлял собой конус, помещавшийся внутри ростра. У наружнораковинных головоногих моллюсков фрагмоконом является вся раковина за исключением жилой камеры.
Из современных головоногих фрагмокон сохранили только наутилусы, спирула и, в редуцированном виде, каракатицы.